# 奈良県道220号大又小川線
奈良県道220号大又小川線（ならけんどう220ごう おおまたおがわせん）は、奈良県吉野郡東吉野村を通る一般県道である。

## 概要
吉野郡東吉野村大字麥谷から吉野郡東吉野村大字小川に至る。
国見山麓から大又川、高見川に沿って吉野郡東吉野村南部を横断し、村の中心部に至る。

### 路線データ
- 起点：吉野郡東吉野村大字麥谷
- 終点：吉野郡東吉野村大字小川（奈良県道16号吉野東吉野線交点）

## 歴史
- 2021年（令和3年）11月25日 - 三尾工区（延長177 m）が供用開始[1]。

## 路線状況

### 道路施設

#### トンネル
- 狭戸トンネル：延長215 m、2006年（平成18年）竣工、吉野郡東吉野村

## 地理

### 通過する自治体
- 奈良県
  - 吉野郡東吉野村

### 交差する道路
| 交差する道路             | 交差する場所     | 交差する場所 |
| ------------------------ | ---------------- | ------------ |
| 奈良県道221号小村木津線  | 大字小（おむら） |              |
| 奈良県道16号吉野東吉野線 | 大字小川         | 終点         |

### 沿線
- 国見山
- 四郷郵便局
- 丹生川上神社
- 丹生川上中社のツルマンリョウ自生地（国の天然記念物）
- 東吉野村立東吉野小学校
- 東吉野村役場